# معاهدة سار
معاهدة سار أومعاهدة لوكسمبورغ (بالألمانية: Vertrag von Luxemburg، بالفرنسية: accords de Luxembourg) هي اتفاقية بين ألمانيا الغربية وفرنسا تنص على عودة محمية سار إلى ألمانيا الغربية. تم التوقيع على المعاهدة في لوكسمبورغ في 27 أكتوبر 1956، وقام بالتوقيع عليها كل من وزير خارجية ألمانيا الغربية هاينريش فون برنتانو ووزير الخارجية الفرنسي كريستيان بينو، وذلك عقب استفتاء جرى في 23 أكتوبر 1955 في محمية سار حول أن تصبح سار مستقلة تحت إشراف مفوض أوروبي يعينه اتحاد أوروبا الغربية مع بقاء سار ضمن اتحاد اقتصادي مع فرنسا، حيث كانت نتيجة تصويت أغلبية الساريين ضد الاستقلال، وتم اعتبار هذه النتيجة كمؤشر لرغبة الساريين لاعادة الوحدة مع ألمانيا الغربية.
بعد أن أعلن البرلمان السارلاندي الانضمام إلى جمهورية ألمانيا الاتحادية (ألمانيا الغربية)،  تم الانتهاء من دمج سارلاند مع ألمانيا الغربية في 1 يناير 1957. واتفق الطرفان على فترة انتقالية اقتصادية تستمر حتى عام 1959، وتظل خلالها سارلاند تحت الإدارة الفرنسية.

## روابط خارجية
- معاهدة سار (بالألمانية)

- The Saar question على موقع CVCE (بالإنجليزية),(بالفرنسية) (بالألمانية)